# Alain Millerand
Pour les articles homonymes, voir Millerand.
Alain Millerand est un artiste peintre, auteur jeunesse, illustrateur et dessinateur de presse français, né le 15 juillet 1953.

## Biographie
Alain Millerand, est un illustrateur français né le 15 juillet 1953 en Lorraine. Il suit les cours des Beaux-Arts de Nancy qu'il quitte en 1975 puis entre comme dessinateur industriel dans un bureau d'études.
Première publication  en 1978 aux Éditions de l'amitié (Le Grand Voyage d'Alexandre Tolpe).
Il collabore à différents magazines et journaux comme Le Monde Dimanche, Golden, City ou Science et Vie économie, travaux allant de l'illustration de faits de société à l'illustration de nouvelles.
En parallèle, il  est publié chez plusieurs éditeurs en illustrant des romans pour la jeunesse (Le Journal d'Adèle, Folio Junior, Gallimard, 1995), des essais, et diverses couvertures de recueil allant par exemple du Dictionnaire superflu à l'usage de l'élite et des bien nantis de Pierre Desproges (1985), à une série de dessins pour des romans noirs (Sud mortel, J'ai lu, 1998). Il collabore épisodiquement avec la publicité.
En 2005, il se consacre uniquement à la peinture.
En 2013 il est sélectionné par le jury du Chelsea International Fine Art Competition Exhibition et expose à la Agora Gallery (New York).

## Expositions / Peinture

### Expositions personnelles
- 2007 - Bienvenue à Bilbeauté, Neufchâteau
- 2008 - Dièze Douze, Lunéville
- 2009 - Ouverture d'ateliers, Nancy
- 2009 - Inist, Cnrs, Vandœuvre-lès-Nancy
- 2011 - Peindre, c'est déjà beaucoup, La Galerie Luxembourg / Critique de l'exposition  par Giulio-Enrico Pisani dans le Zeitung vum Lëtzebuerger Vollek [2]

### Expositions collectives
- 2007 - La Butte rouge, Galerie Tem, Goviller[3]
- 2007 - AAACahier, Galerie 379, Nancy
- 2008 - Quel sens, Galerie Tem, Goviller[4],[5]
- 2013 - The Chelsea International Fine Art Competition Exhibition, Agora Gallery, New York